# ヴェステルボルク通過収容所

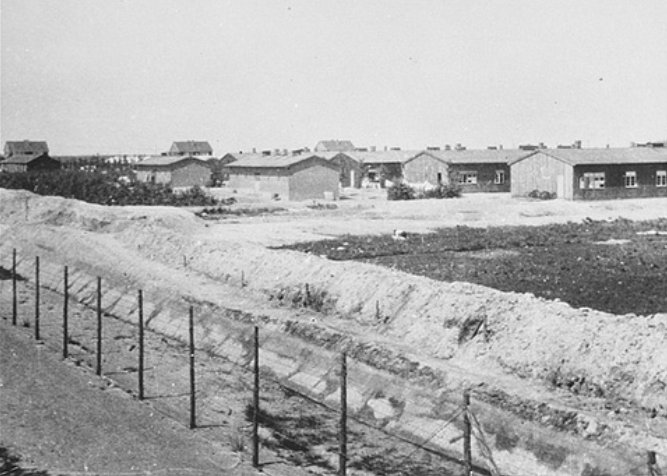
ヴェステルボルク通過収容所

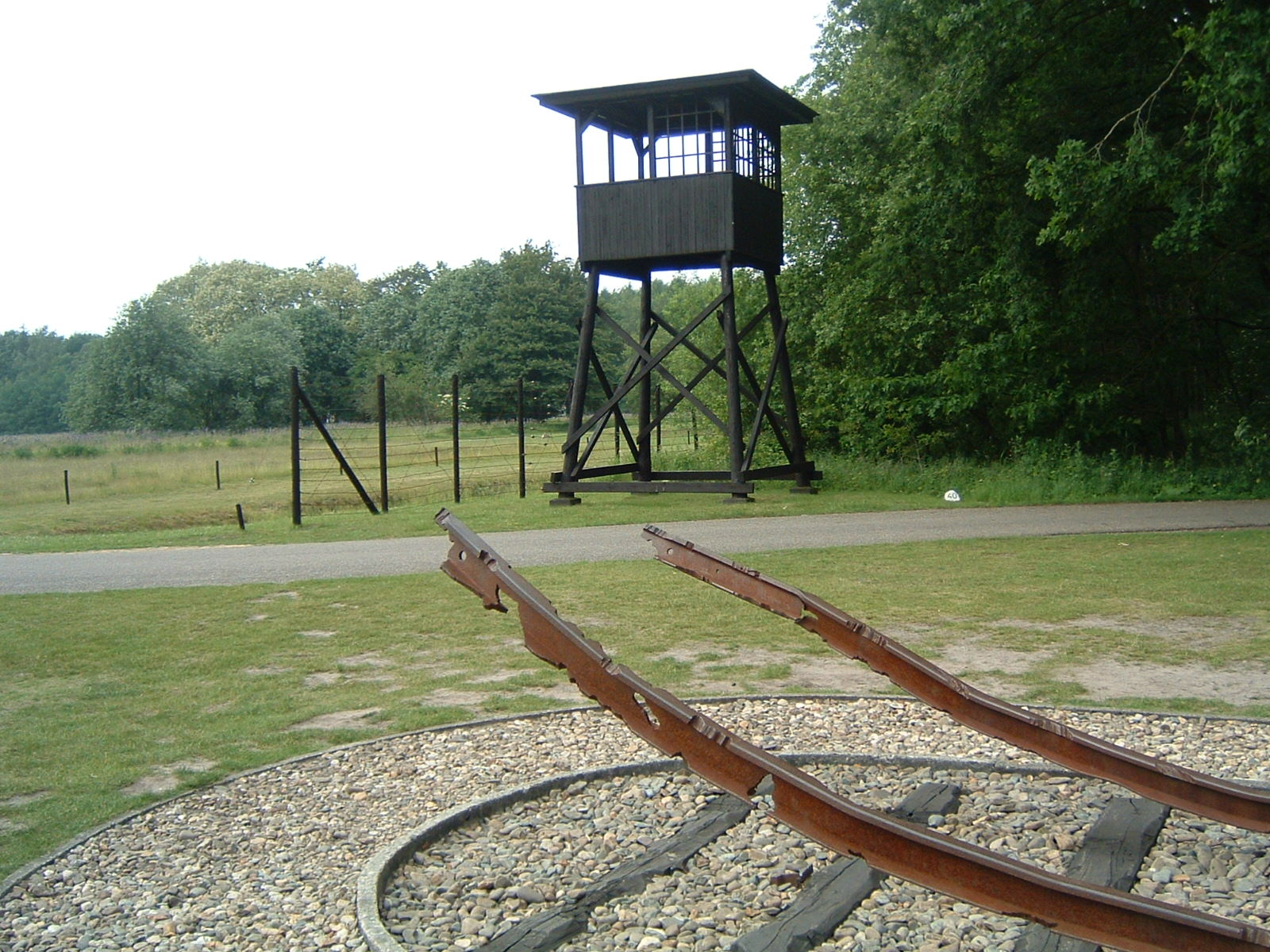
ヴェステルボルク収容所に残る列車のレールの跡。オランダ在住のユダヤ人たちが大勢ここから移送列車に乗せられて死の収容所へ連れていかれた。

ヴェステルボルク通過収容所（独：Durchgangslager Westerbork、蘭:Kamp Westerbork）は、ナチス・ドイツがオランダ北東部にあるホーフハーレン(nl:Hooghalen)に置いていた通過収容所。ヴェステルボルク(nl:Westerbork)の北方10 kmのところに存在した。この強制収容所は通過収容所（Durchgangslager）であり、終着点の強制収容所ではなかった。第二次世界大戦中、オランダのユダヤ人やジプシー（ロマ民族）はまずここへ送られた後、さらにオランダの外にある絶滅収容所や強制収容所へと移送された。

## 歴史

### オランダ政府による創設
1933年にドイツで反ユダヤ主義政党国家社会主義ドイツ労働者党が政権を掌握するとユダヤ人がオランダに続々と亡命してくるようになった。しかしオランダ政府はこうしたユダヤ人亡命者を歓迎しておらず、年を経るごとにその門戸は狭くなっていた。1938年11月にドイツ全土で発生した反ユダヤ主義暴動「水晶の夜」後にオランダへ亡命を希望するドイツ・ユダヤ人は急増したが、亡命希望者4万人のうち亡命が認められた者はわずか7000人程度に過ぎなかった。
オランダのユダヤ人社会はドイツの同胞の苦境に対し、受け入れを拡大してほしいとオランダ政府に要望したが、オランダ政府は「あまり大勢を受け入れるとオランダでも反ユダヤ主義が高まりかねず、今オランダにいるユダヤ人にも危険を及ぼしかねない」と説明していた。
1938年12月15日、ついにオランダ政府は国境を閉じて難民の受け入れを拒否した。しかしユダヤ人団体の粘り強い交渉により、1939年秋にオランダ北東部ドレンテ州に「ヴェステルボルク中央難民収容所」(オランダ語：Centraal Vluchtelingenkamp Westerbork)が創設され、ナチ支配から逃れてくるユダヤ人たちはこの収容所に入れられることとなった。当初は女王ウィルヘルミナの狩猟用夏宮殿に近い場所に建設が予定されていたが、女王から「遺憾の意」の表明があったため、オランダ国内でも湿気と寒気が厳しい北東の地へ移された。この収容所はやがて「オランダのエルサレム」などと呼ばれたという。
第二次世界大戦が勃発した直後には約750人のドイツ系ユダヤ人がこの収容所に収容されていた。運営資金はオランダのユダヤ人団体が負担していた。

### ドイツ軍占領後
第二次世界大戦中の1940年5月にオランダはドイツ軍によって占領された。占領後もヴェステルボルク収容所はしばらくの間オランダ行政機関の管轄下に置かれていたが、1942年7月にドイツ保安警察がヴェステルボルク収容所の管理を引き継いだ。有刺鉄線が張り巡らされ、「ヴェステルボルク警察通過収容所」(ドイツ語：Polizei-Durchgangslager Westerbork)と改名された。

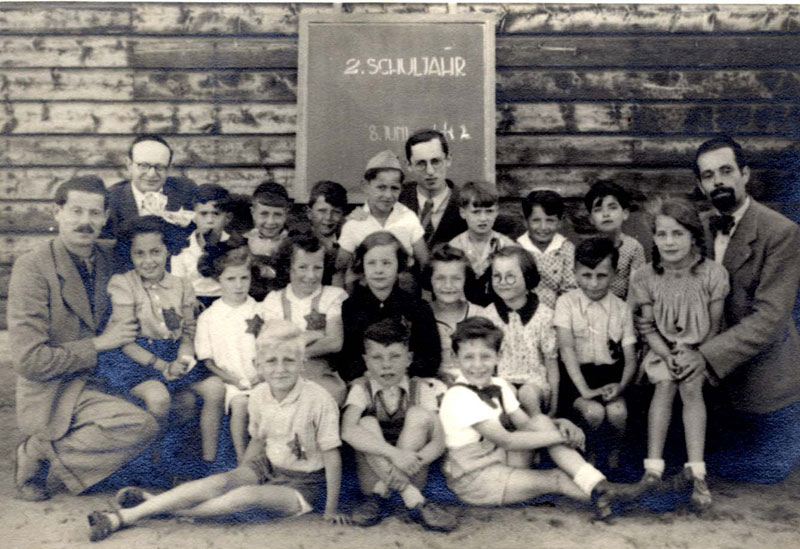
ヴェステルボルク通過収容所内の学校の生徒達の記念写真

収容所司令官にはドイツ人が着任したが、オランダ管理時代から引き続いて日常の運営は収容者の自己管理に任された。そのせいかヴェステルボルク収容所は他のナチ強制収容所と比べれば住み心地の良い環境だった。収容所内には学校、孤児院、病院、劇場、老人ホーム、スポーツ施設、キャバレーなどの施設も存在していた。
しかしヴェステルボルクはナチスの通過収容所であり、いつまでもここに滞在するわけではなかった。10万1000人のオランダ系ユダヤ人、5000人のユダヤ系ドイツ人がヴェステルボルク通過収容所を経由してポーランドの死の収容所へと移送されていった。またユダヤ人に加えて500人のジプシー、400人のレジスタンス活動家のオランダ人女性もここに送られてきている。
オランダ政府は戦後、オランダ・ユダヤ人のヴェステルボルク大量収容についての背後関係の調査を行った。この調査の目的はキリスト教徒オランダ人たちがどのくらい深くナチスに協力したかを調べるためであった。調査を任せられたユダヤ人歴史家ジャック・プレセール(nl:Jacques Presser)はかなり多くのオランダ人がナチスに協力していた不穏な事実を発見した。プレセールはヴェステルボルク通過収容所を舞台にした小説『ジロンド派の夜』(De Nacht der Girondijnen)を出版したが、この作品では主人公はオランダ公務員のユダヤ人で彼はナチスによる「民族同胞」たちのポーランドの死の収容所へ移送に協力したという設定になっている。

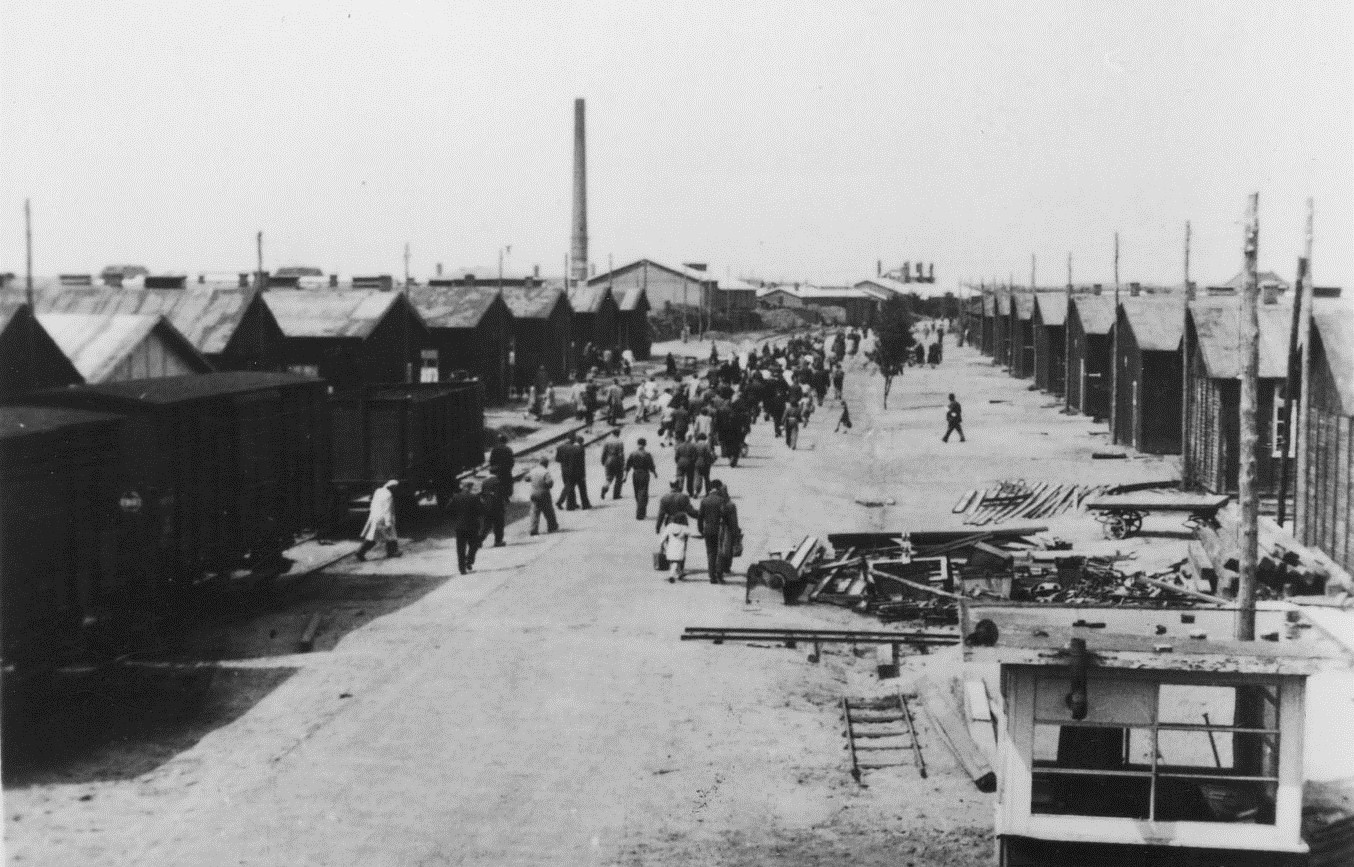
ヴェステルボルク通過収容所の移送列車（1944年頃）

1942年7月から1944年9月に掛けて、65回の移送列車によって60,330人がアウシュヴィッツ＝ビルケナウ強制収容所へ（到着した者は全員ではないが、かなりの数がガス室送り）、19回の移送列車で34,313人がソビボル強制収容所へ（到着した者は全員ガス室送り）、9回の移送列車で4,894人がベルゲン・ベルゼン強制収容所やテレージエンシュタット強制収容所へ（このうち戦後まで生き延びていたのは2,000人だった）、それぞれ移送されるなど、計107,000人が移送された。このうち戦後まで生き延びていたのは5,200人だけであった。この生存者は多くがベルゲン・ベルゼンとテレージエンシュタットへの移送者とヴェステルボルクに残されていた者だった。この収容所からアウシュヴィッツ＝ビルケナウ強制収容所へ送られる者は人員30名の車両に人員限度を無視して50名、60名と詰め込まれ移送されただけでなく、馬を移送する車両にもユダヤ人を乗せていたと、ベルゲン・ベルゼン強制収容所へ送られた生存者が証言している。
『アンネの日記』で知られるドイツ系ユダヤ人少女アンネ・フランクと彼女の家族は、1944年8月から9月初めまでこの収容所に収容されていた。ヴェステルボルクからの最後の移送列車三台のうち最初に出た列車に乗せられ、アウシュヴィッツへ移送された。そのあとアンネは姉マルゴットとともにベルゲン・ベルゼンへ移送されてそこで死亡、生還者は父オットーだけだった。
『エティの日記』で知られるオランダ系ユダヤ人女性エティ・ヒレスム(nl:Etty Hillesum)は1942年7月30日から1943年9月7日までこの収容所に収容されていた。彼女と彼女の家族はアウシュヴィッツへ移送されて、そこで死亡した。ドイツ系ユダヤ人の映画女優、キャバレー歌手のドーラ・ジェルソン(de:Dora Gerson)とその家族もこの収容所からアウシュヴィッツへ移送され、そこで死亡している。
1945年4月12日にカナダ軍がヴェステルボルク収容所を解放した。

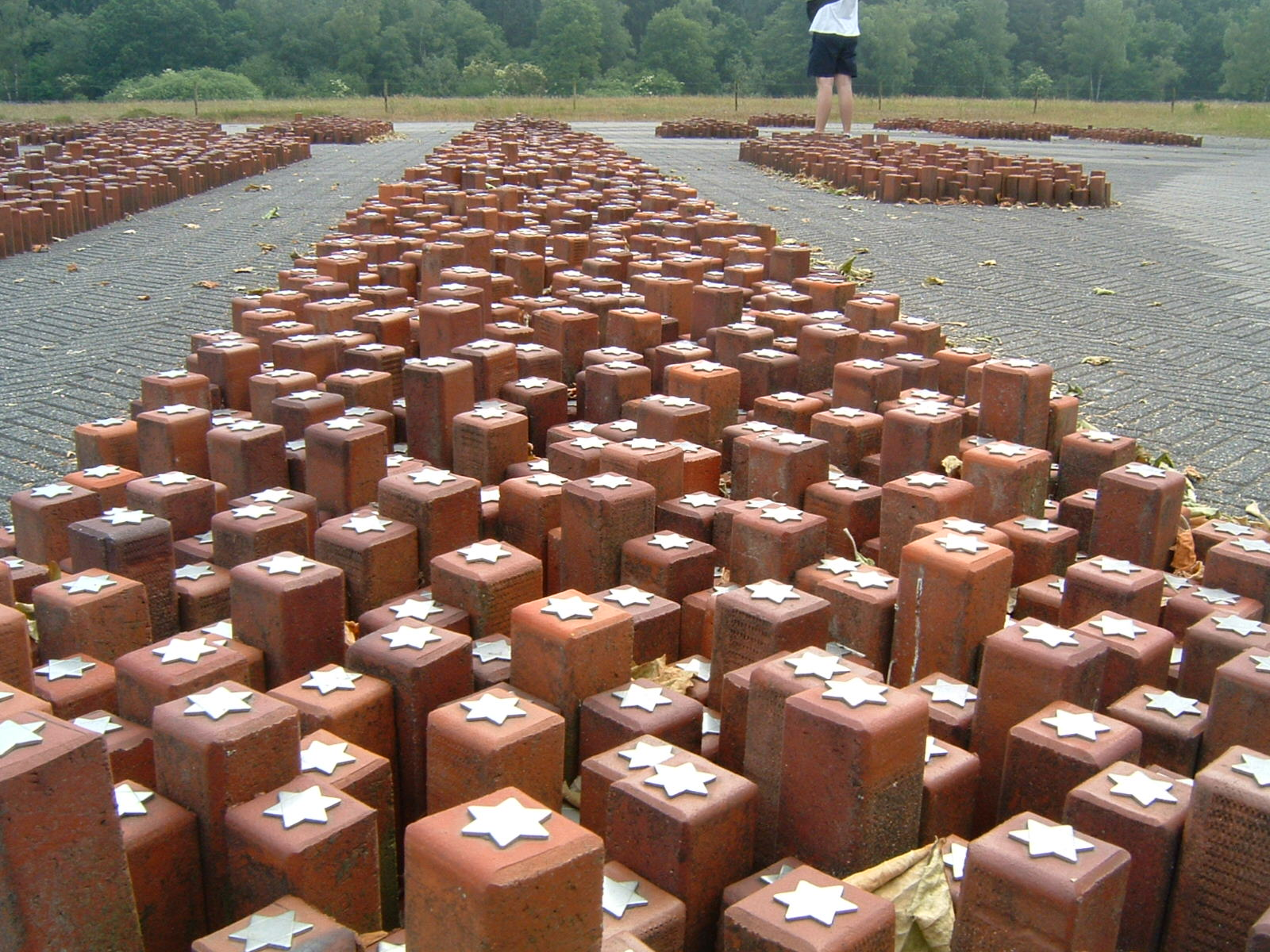
ヴェステルボルクもしくは移送先の収容所で死亡した人々を追悼するための記念碑

戦後は、「ナチス協力者」として逮捕されたオランダ人の収容所として使用された。その後、オランダ領東インドから帰還してきたオランダ人が収容されるようになり、1950年から1970年にかけてはスハッテンベルク収容所(Kamp Schattenberg)と改名され、モルッカ諸島からの難民の収容所として使用された。1970年代に収容所は閉鎖された。現在は近くに博物館がおかれ、ナチス占領時代のヴェステルボルク収容所でのユダヤ人の移送と虐殺についての展示がなされている。
ヴェステルボルク総合ラジオテレスコープ(nl:Westerbork Synthese Radio Telescoop、略称WSRT)は一部がこの収容所の用地に建設されている。